# Jiangling Motors
Jiangling Motors est un constructeur automobile chinois. Il est fondé en 1952 et basé en Chine, à Nanchang, dans la province du Jiangxi. Son capital est détenu à hauteur de 30 % par le constructeur américain Ford. C'est un spécialiste des véhicules utilitaires et des camions légers. Il produit sous la marque Ford ou sous ses propres marques (JMC et Yusheng).

## Histoire
Il a produit 275 000 véhicules en 2014. La société a réalisé en 2014 un chiffre d'affaires de CNY 7 441,33 millions, soit 1 006,70 millions d'Euros.
En août 2021, Volvo annonce l'acquisition de l'activité dédiée aux poids lourds de Jiangling Motors pour 125,7 millions de dollars.

## Production

### Bases de production
JMC produit des véhicules sous les marques JMC, JMC Yusheng, Ford et d'autres marques et sous-marques. It has assembly plants around Nanchang (au Qingyunpu par carte et zone économique). JMC also has a new energy vehicle plant (the Fushan plant) in the Xiaolan Economic Zone.

### Produits

#### JMC (Jiangling)
Une marque principalement destinée aux véhicules utilitaires
- JMC Teshun – Van
- JMC Fushun – Van
- Jiangling CV9 mini-fourgonnette
- JMC BaoWei (SUV)
- JMC pickup

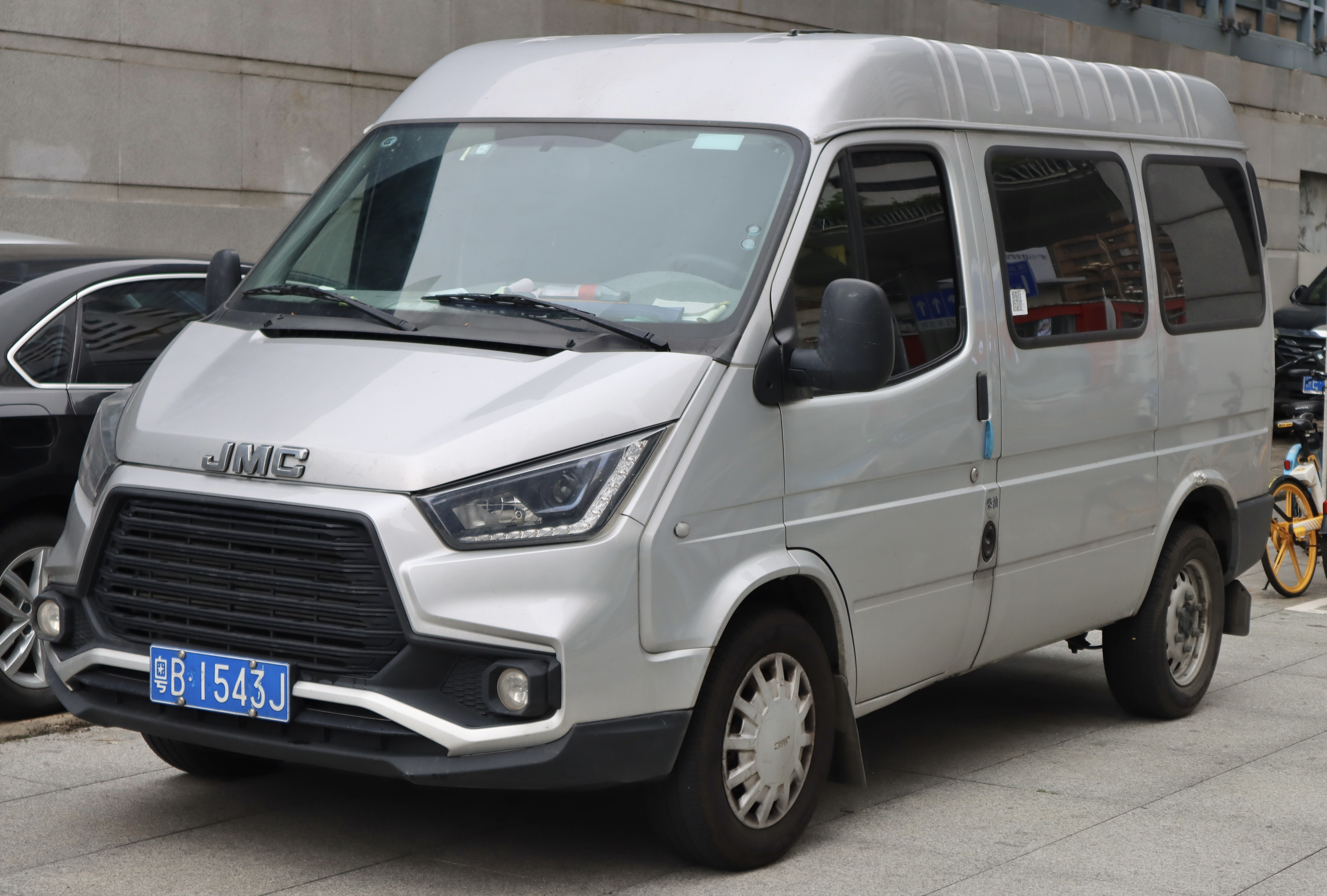
Un JMC Teshun photographié à Shenzhen, Chine

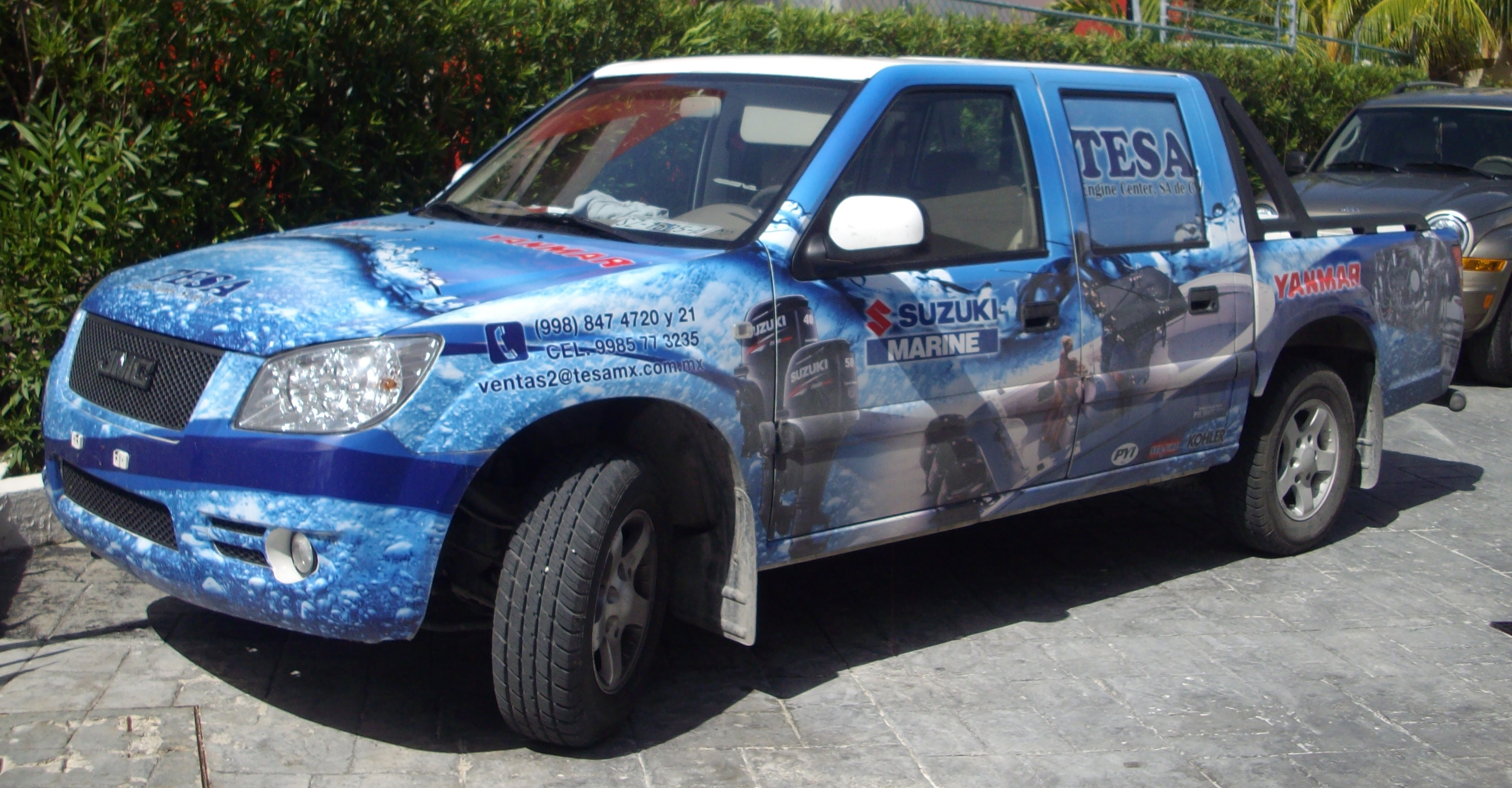
Un JMC Boarding photographié à Cancun, Mexique

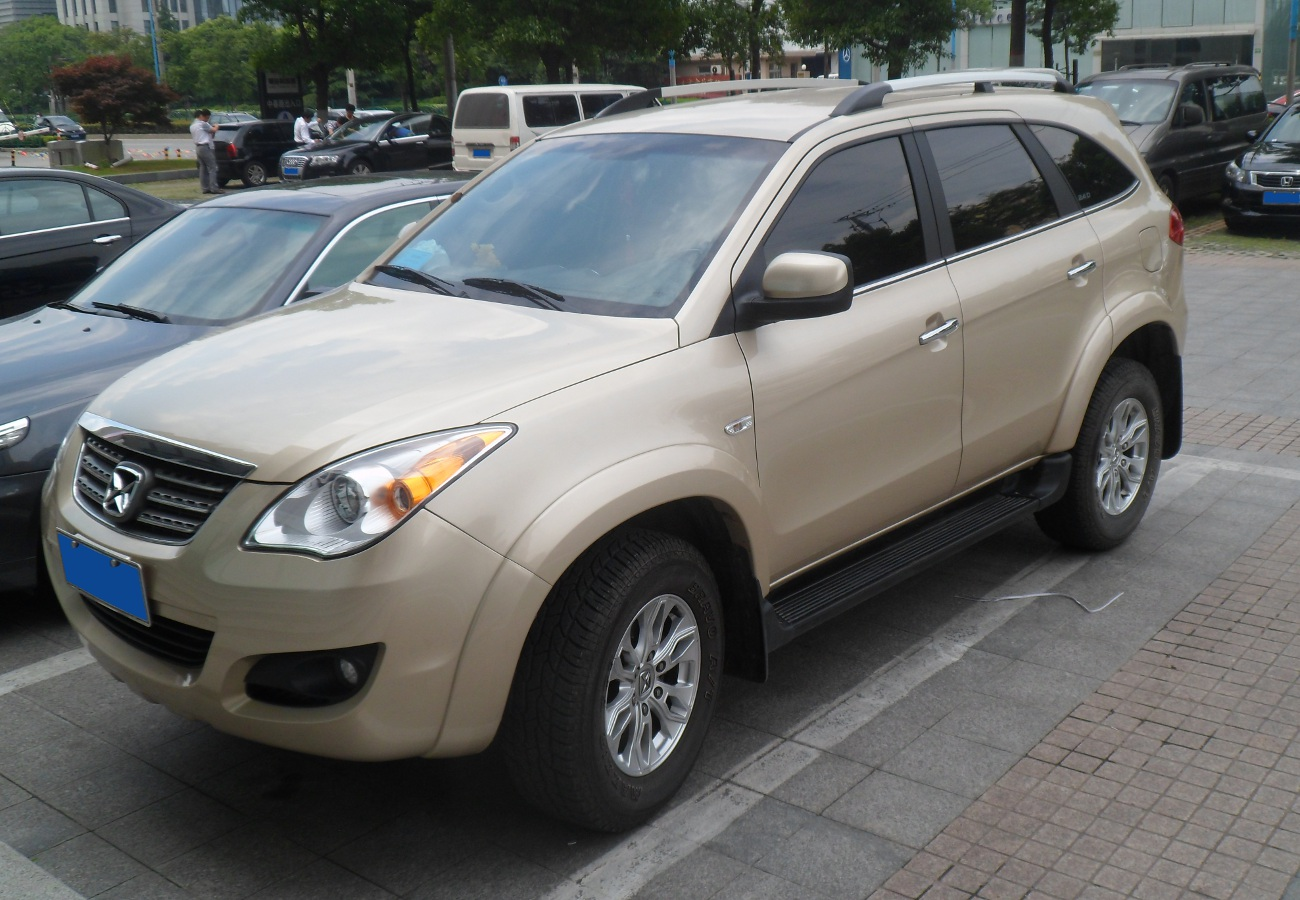
Un JMC Yusheng photographié à Shanghai, Chine

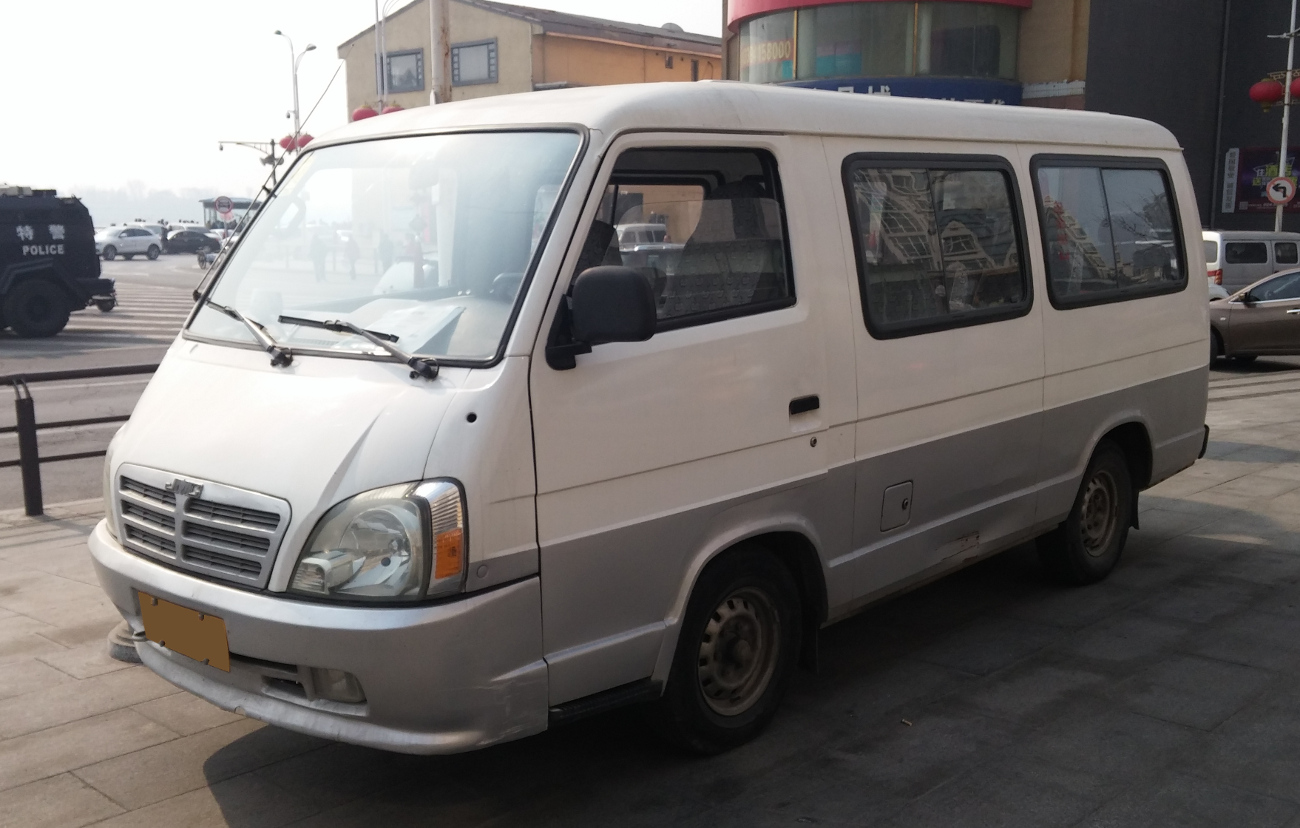
Un JMC Yunba photographié à Dandong, Chine

  - JMC Boarding (JMC Baodian) pickup
  - JMC Yuhu pickup
  - JMC Yuhu 3 pickup
  - JMC Yuhu 5 pickup
  - JMC Yuhu 7 pickup
  - JMC Yuhu 9 pickup
  - JMC Yuhu EV pickup
- JMC Qingka (Jiangling Light Truck) (petit camion) – série de camions légers
  - JMC Convey (Kaiwei)
  - JMC Conquer (Kairui and Kairui 800)
  - JMC Carrying (Kaiyun)
  - JMC Shunda
  - JMC Shunda EV[8]
- JMC Yunba (fourgon commercial)
- JMC E-Lushun  (fourgon électrique pour la logistique)

#### Yusheng
Une marque pour les véhicules de tourisme.
- Yusheng S330 CUV
- Yusheng S350 SUV
- Yusheng S330 EV/PHEV (proposé)

#### Lexing
En juin 2023, JMC a dévoilé Lexing ((zh)), sa première sous-marque visait à être utilisée uniquement sur les véhicules à énergie nouvelle et présentait son premier modèle, un camion léger électrique.
- Lexing E-Road[9]

#### Dadao
Une marque pour les camionnettes et les SUV. Lancé en 2023.
- Dadao Mohe

#### Production Ford sous licence
- JMC Transit (minibus, développé conjointement par Ford et JMC)
- JMC E-series SVO - basé sur les fourgons Ford de la série E :
  - E350 Communication/Command Vehicle
  - E250 Luxury Business Vehicle
  - E350 Investigation Vehicle
  - E350 Anti-riot Assault Vehicle
- Ford Equator
- Ford Equator Sport
- Ford Everest
- Ford Territory